# 薩利夫 (米羅諾夫卡區)
49°40′36″N 31°4′15″E / 49.67667°N 31.07083°E
薩利夫（烏克蘭語：Салів）是位於烏克蘭北部的村莊，由基辅州奧布希夫區的米羅尼夫卡市鎮負責管轄。該村始建於1649年，面積9.43平方公里，海拔高度101米，2001年人口292，人口密度每平方公里31人。